# Herman Gooding
Herman Eddy (Herman) Gooding (Nickerie, 18 februari 1943 – Paramaribo, 5 augustus 1990) was een Surinaams politie-inspecteur. Hij werd vermoord tijdens de uitvoering van zijn dienst.

## Biografie
Herman Gooding werd in 1943 in Nickerie geboren. Hij werkte bij de politie en was in augustus 1990 coördinator bijzondere delicten bij de politierecherche. In deze tijd werd de Binnenlandse Oorlog (1986-1992) gevoerd tussen het Nationaal Leger onder leiding van Desi Bouterse en het Junglecommando onder leiding van Ronnie Brunswijk. Gooding had meerdere zaken in onderzoek. Een ervan was het bloedbad van Moiwana door het regeringsleger waarin hij drie verdachten in beeld had. Ook onderzocht hij in deze tijd een drugsvangst in het nabijgelegen Moengo. De politie had een partij cocaïne in beslag genomen die naar verluidt door Bouterse werd teruggeëist.
Op 4 augustus 1990 ging hij naar Fort Zeelandia, het hoofdkwartier van de Militaire Politie, om opheldering te vragen over de gevangenneming van twee agenten. Waarnemend commandant Cliff Gangpat wilde de agenten pas vrijlaten wanneer ook een militair vrijkwam die de nacht ervoor in een dancing was opgepakt. Hij dreigde anders het politiebureau aan te zullen vallen. Gooding antwoordde dat hij dat niet kon doen, omdat het onderzoek nog gaande was. Kort nadat Gooding het Fort verliet, werd hij doodgeschoten. In dezelfde nacht vond ongeveer een kwartier lang met automatische wapens een beschieting plaats op het politiebureau Nieuwe Haven. Gooding werd gevonden nabij het Monument voor de gevallenen. Kort na zijn dood werden zijn onderzoeken over Moiwana en het drugstransport bij Moengo stopgezet. Geen van de daders is ooit opgepakt.
Na zijn dood namen de spanningen in Paramaribo toe, waarbij zowel militairen als burgerpolitieagenten met zware wapens door de straten liepen. Ondertussen kondigde de Surinaamse Politiebond (SPB) een staking af die pas na anderhalve week gedeeltelijk werd opgeheven. Onder het hogere politiekader ontstond een exodus naar het buitenland.
Goodings moeder en de dochter van Kenneth Gonçalves, een van de slachtoffers van de Decembermoorden (1982), lieten in 1993 bij de onthulling van het Monument voor de Mensenrechten in Paramaribo tien vredesduiven vrij.
Op 18 februari 2025 werd Politiebureau Nieuwe Haven naar Gooding vernoemd. Het onderzoek naar zijn moord werd voor de derde keer heropend.